# Samson Barmao
Samson Kiprono Barmao (17 april 1982) is een Keniaanse marathonloper.

## Loopbaan
Op 23 oktober 2005 won Barmao de marathon van Nairobi. In Nederland is hij geen onbekende. Zo werd hij in 2006 tweede op de marathon van Eindhoven in een persoonlijk record van 2:09.28 en 22e op de marathon van Rotterdam in 2:23.40.
Inmiddels heeft Barmao zijn PR enkele malen verder naar beneden toe bijgesteld. Daarbij slaagde hij er in 2011 voor het eerst in om binnen de 2 uur en negen minuten te blijven. In de marathon van Keulen in 2011 liep hij in 2:08.56 naar de overwinning. Een jaar later gingen er nog eens vier seconden vanaf, toen hij in de marathon van Rome als tweede eindigde in 2:08.52.

## Persoonlijke records
| Onderdeel      | Prestatie | Datum         | Plaats |
| -------------- | --------- | ------------- | ------ |
| halve marathon | 1:01.25   | 2 maart 2008  | Parijs |
| 25 km          | 1:14.57   | 18 maart 2012 | Rome   |
| 30 km          | 1:29.57   | 18 maart 2012 | Rome   |
| marathon       | 2:08.52   | 18 maart 2012 | Rome   |

## Palmares

### 20 km
- 2006:  20 van Alphen - 1:01.16

### halve marathon
- 2006: 12e halve marathon van Lille (Rijsel) - 1:03.02
- 2007: 13e halve marathon van Nice - 1:07.10
- 2007: 16e halve marathon van Parijs - 1:05.41
- 2007: 14e halve marathon van Lissabon - 1:05.59
- 2008: 7e halve marathon van Parijs - 1:01.25
- 2016: 5e halve marathon van Chemususu - 1:09.26

### marathon
- 2005:  marathon van Nairobi - 2:12.15
- 2006: 22e marathon van Rotterdam - 2:23.40
- 2006:  marathon van Eindhoven - 2:09.28
- 2007: 7e marathon van Parijs - 2:11.14
- 2008: 7e marathon van Parijs - 2:09.01
- 2008: 4e marathon van Gyeongju - 2:10.22
- 2009:  marathon van Daegu - 2:10.01
- 2009: 4e marathon van Eindhoven - 2:09.20
- 2010: 7e marathon van Daegu - 2:12.59
- 2010: 17e marathon van Amsterdam - 2:16.35
- 2011:  marathon van Keulen - 2:08.56
- 2011: 4e marathon van Enschede - 2:10.21
- 2012:  marathon van Rome - 2:08.52
- 2012:  marathon van Singapore - 2:17.31
- 2013: 6e marathon van Rome - 2:09.47
- 2013: 7e marathon van Singapore - 2:22.16,5
- 2014: 5e marathon van Zhengzhou - 2:21.12
- 2014: 4e marathon van Warschau - 2:12.38
- 2015: 5e marathon van Mont Saint Michel - 2:27.39
- 2017:  marathon van Lódz - 2:14.19